# Rue du Maréchal-Maunoury
Ne doit pas être confondu avec Avenue du Maréchal-Maunoury.
La rue du Maréchal-Maunoury est une voie de communication de Rosny-sous-Bois.

## Situation et accès
Cette rue est desservie par la gare de Rosny-sous-Bois.

## Origine du nom

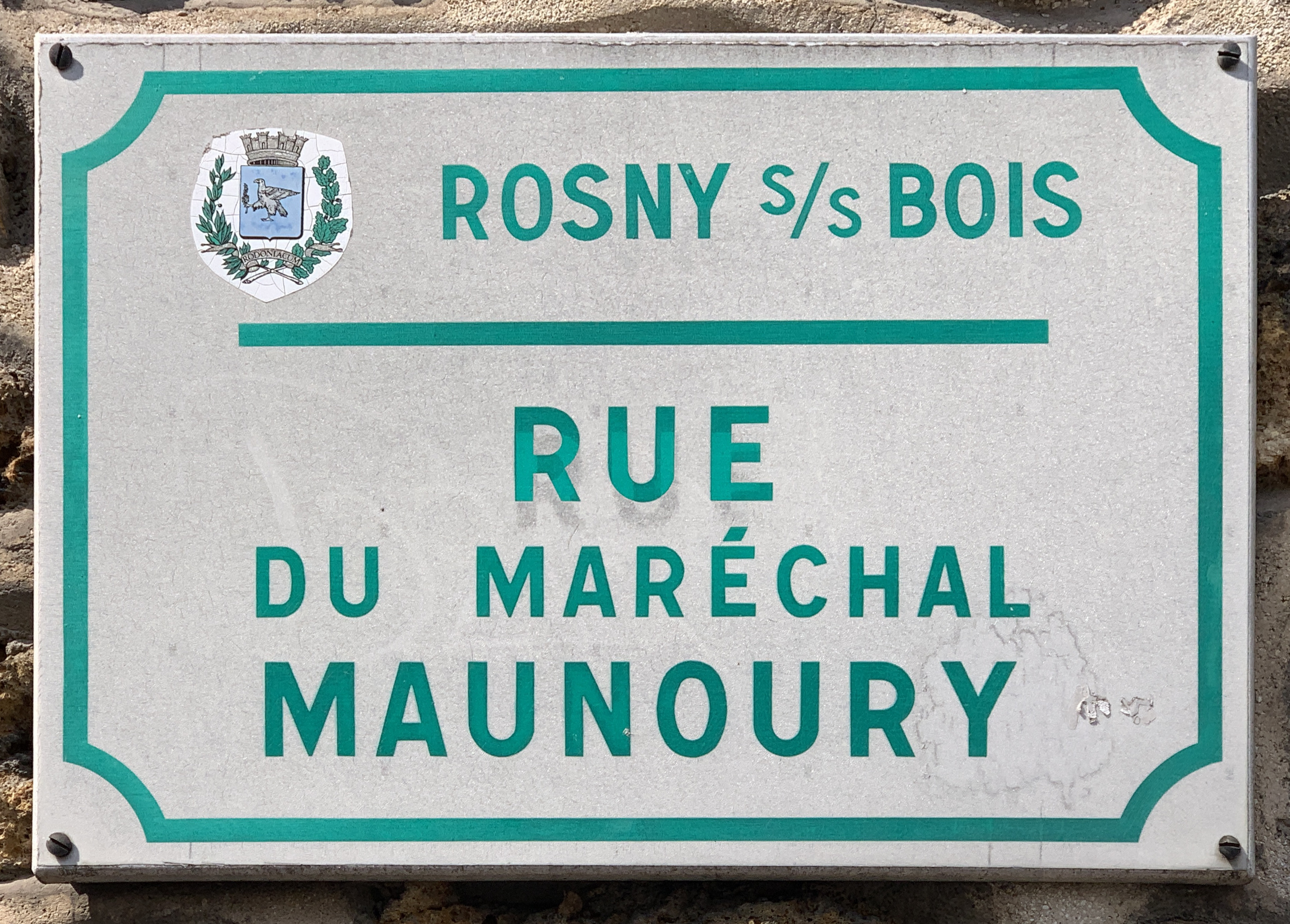
Plaque de la rue, avril 2021.

Depuis 1923, elle est nommée ainsi en hommage à Michel Joseph Maunoury, né en 1847, mort en 1923, maréchal de France.

## Historique

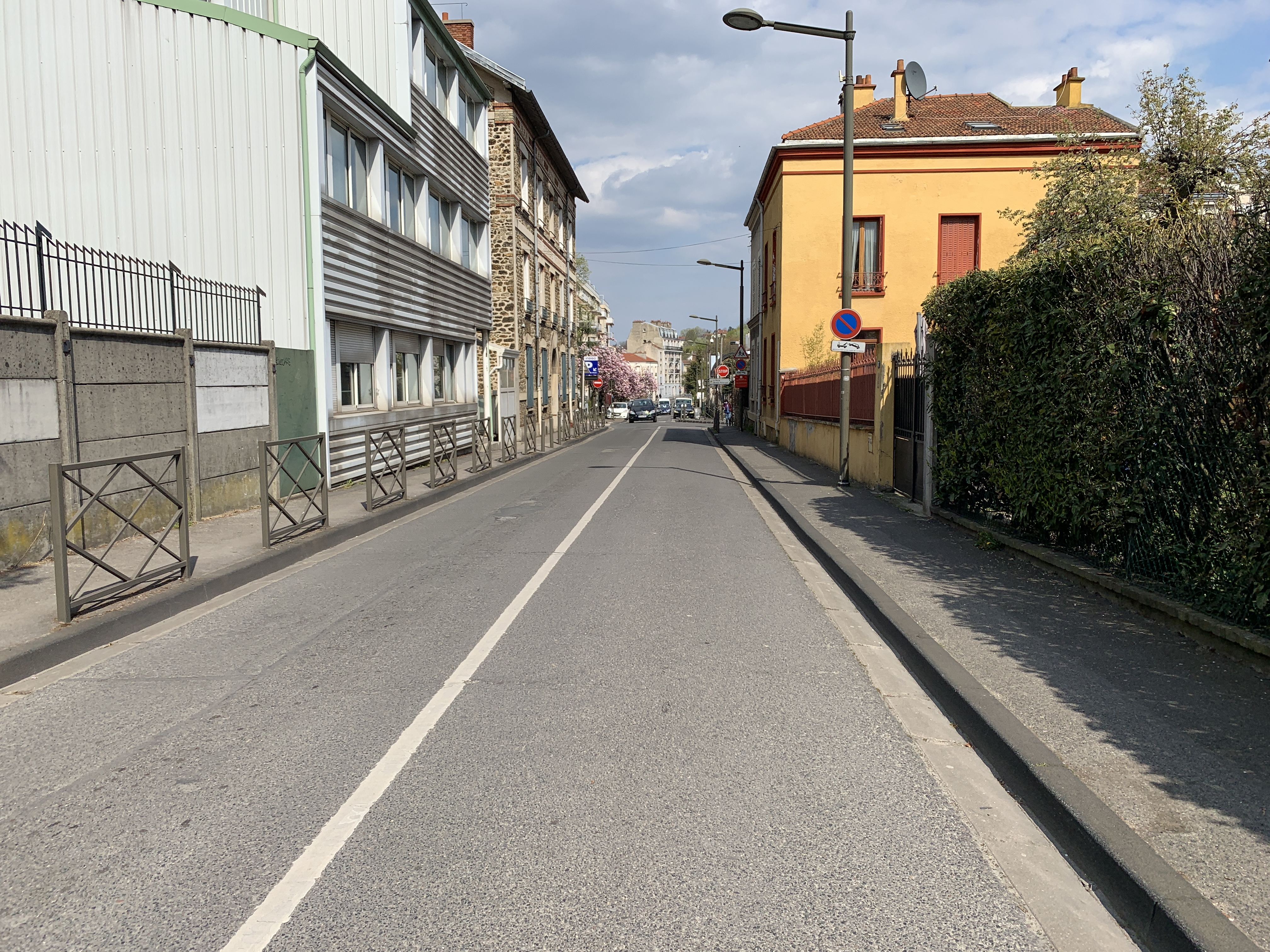
La rue en avril 2021.

Elle porta le nom de rue de la Grille de 1877 à 1923, du nom d'un lieudit local.

## Bâtiments remarquables et lieux de mémoire
- Ancien hôtel de ville, place Émile-Lécrivain. C'est aujourd'hui le Centre Culturel André-Malraux.
- Au no 4, maison paroissiale de Rosny[2], et congrégation de la Société du Verbe Divin[3],[4].
- Au no 10, caserne de gendarmerie (1914-après 1921), réalisée par l'architecte Charles Heubès[5]. Elle fut utilisée à partir du 27 avril 1923, jusqu'au 1er août 1996 quand la brigade de Rosny sera supprimée et rattachée à la brigade de Noisy-le-Sec. Le bâtiment est toutefois encore debout et une inscription « Gendarmerie Nationale » y est visible.